# ایلدیکو پادار
ایلدیکو پادار (مجاری: Pádár Ildikó؛ زادهٔ ۱۹ آوریل ۱۹۷۰) بازیکن هندبال اهل مجارستان است.